# Федорівка (Довжанський район)
Федорівка — селище в Україні, у Довжанській міській громаді Довжанського району Луганської області. Населення становить 85 осіб.
Знаходиться на тимчасово окупованій території України.

## Історія
12 червня 2020 року, відповідно до Розпорядження Кабінету Міністрів України № 717-р «Про визначення адміністративних центрів та затвердження територій територіальних громад Луганської області», увійшло до складу Довжанської міської громади.
17 липня 2020 року, в результаті адміністративно-територіальної реформи та ліквідації  колишніх Довжанського (1938—2020) та Сорокинського районів, увійшло до складу новоутвореного Довжанського району.

## Населення

### Мова
Розподіл населення за рідною мовою за даними перепису 2001 року:
| Мова       | Кількість | Відсоток |
| ---------- | --------- | -------- |
| російська  | 65        | 76.47%   |
| українська | 20        | 23.53%   |
| Усього     | 85        | 100%     |

За даними перепису 2001 року населення селища становило 85 осіб, з них 23,53% зазначили рідною українську мову, а 76,47% — російську.